# Challenger de Braunschweig 2013
El Sparkassen Open 2013 fue un torneo de tenis profesional que se jugó en pistas de tierra batida. Se trató de la cuarta edición del torneo que formó parte del ATP Challenger Tour 2013. Tuvo lugar en Braunschweig , Alemania entre el 1 y el 6 de julio de 2013.

## Jugadores participantes del cuadro de individuales

### Cabezas de serie
| País                       | Jugador             | Rank1 | Favorito |
| Bandera de Alemania        | Florian Mayer       | 34    | 1        |
| Bandera de Argentina       | Horacio Zeballos    | 52    | 2        |
| Bandera de Alemania        | Tobias Kamke        | 68    | 3        |
| Bandera de República Checa | Jan Hájek           | 96    | 4        |
| Bandera de Brasil          | Rogerio Dutra Silva | 100   | 5        |
| Bandera de República Checa | Jiří Veselý         | 109   | 6        |
| Bandera de Argentina       | Federico Delbonis   | 113   | 7        |
| Bandera de Serbia          | Dusan Lajović       | 114   | 8        |
| -------------------------- | ------------------- | ----- | -------- |

- 1 Se ha tomado en cuenta el ranking del 24 de junio de 2013.

### Otros participantes
Los siguientes jugadores recibieron una invitación (wild card), por lo tanto ingresan directamente al cuadro principal:
- Florian Mayer
- Andreas Beck
- Jan Hájek
- Peter Heller

Los siguientes jugadores ingresan al cuadro principal tras disputar el cuadro clasificatorio
- Filip Krajinović
- Nils Langer
- Goran Tošić
- Alexander Ward

Los siguientes jugadores ingresan al cuadro principal como exención especial:
- Máximo González

## Jugadores participantes en el cuadro de dobles

### Cabezas de serie
| País                       | Jugador         | País                | Jugador        | Rank1 | Favorito |
| Bandera de República Checa | Lukas Dlouhy    | Bandera de Austria  | Oliver Marach  | 119   | 1        |
| Bandera de Rumania         | Florin Mergea   | Bandera de Brasil   | Andre Sa       | 136   | 2        |
| Bandera de Estados Unidos  | Nicholas Monroe | Bandera de Alemania | Simon Stadler  | 143   | 3        |
| Bandera de Alemania        | Andre Begemann  | Bandera de Canadá   | Adil Shamasdin | 147   | 4        |
| -------------------------- | --------------- | ------------------- | -------------- | ----- | -------- |

- 1 Se ha tomado en cuenta el ranking del 24 de junio de 2013.

## Campeones

### Individual masculino
- Florian Mayer derrotó en la final a  Jiří Veselý 4–6, 6–2, 6–1

### Dobles masculino
- Tomasz Bednarek /  Mateusz Kowalczyk derrotaron en la final a  Andreas Siljeström /  Igor Zelenay 6–2, 7–6(4)